# 立花瞳
立花 瞳（たちばな ひとみ、1977年5月3日 - ）は、日本の元AV女優。
出身地:東京都。血液型:O型。身長:168cm。スリーサイズ:B85(D)・W58・H88cm。

## 略歴・人物
2003年に「伊藤まり」としてAVデビュー。程なく「立花瞳」に改名。
2006年に新堂有望と共にケイ・エム・プロデュースの熟女レーベル「Millionマダムズ」のキャンペーンガール（ミリオンマダムズ）としても活動したが、同年中に引退。
AVデビュー前は、東京・吉原や川崎・堀之内の高級ソープランドに在籍していた。

## 出演作品

### アダルトビデオ
伊藤まり 名義
2003年
- 女が淫らになるテープ11 あれ欲しい〜っ! (4月30日、アテナ映像)オムニバス作品
- REAL SEX REC.4 (5月20日、LEO)オムニバス作品
- レイプ願望の強い女2 (6月13日、ワイルドサイド)
- 隣の奥さんに甘えたい11 (6月14日、クリスタル映像)オムニバス作品
- 女も男もアナル快姦6 (7月11日、ワイルドサイド)
- 高級ソープへいらっしゃい4 (7月29日、クリスタル映像)オムニバス作品
- 中出し (8月15日、桃太郎映像出版)
- 未亡人柔肌の悶え2 アソコが忘れてくれないの (10月21日、クリスタル映像)オムニバス作品
- イイオンナ狩り どうせやるならイイオンナ! (12月19日、ケイ・エム・プロデュース)オムニバス作品

2004年
- もしもこんな高級なソープがあったら…。 (2月20日、ケイ・エム・プロデュース)オムニバス作品
- イ・イ・オ・ン・ナがいっぱい in Hotel 生撮り2 (3月12日、LEO)※総集編
- レイプ地獄に堕ちた女たち (3月19日、ワイルドサイド)※総集編
- 高級ソープへいらっしゃい (4月23日、クリスタル映像)※総集編
- いいオンナ 4時間 (5月21日、ケイ・エム・プロデュース)『イイオンナ狩り どうせやるならイイオンナ!』のセルDVD化作品
- 超高級ソープ 4時間SPECIAL 3 (7月23日、ケイ・エム・プロデュース)
- 隣の奥さんに甘えたいスペシャル2 (11月27日、クリスタル映像)※総集編

2005年
- 快感!アナルSEXスペシャル2 (9月16日、ワイルドサイド)※総集編
- 美妻中出し 快楽に飢えた淫乱妻 (10月1日、タカラ映像)オムニバス作品

2006年
- 未亡人3 隠しても淫臭が溢れちゃう (6月13日、ルミナス企画)※総集編

立花瞳 名義
2004年
- 街でうわさの淫乱セレブ妻 (9月15日、隼エージェンシー)オムニバス作品
- オナニスト ［第八章］ (9月15日、隼エージェンシー)オムニバス作品
- 美妻中出し (10月1日、タカラ映像)オムニバス作品
- 被虐の人妻たち III (10月14日、隼エージェンシー)オムニバス作品
- こだわりの手コキ 26人の手コキ嬢 (10月14日、隼エージェンシー)オムニバス作品
- 令嬢姉妹院内中出し (11月5日、タカラ映像)
- もしもこの世のすべての女性があなたより背が高かったら。 (11月10日、ドグマ)
- 美妻中出し弐章 (12月10日、タカラ映像)オムニバス作品
- フェラコレ2004 フェラマニア完全保存版 40人のフェラジェンヌ (12月15日、隼エージェンシー)オムニバス作品
- お義母さんの巨乳がエロすぎて…僕、もうガマンできない (12月25日、APA)

2005年
- 立花瞳の表に出せないビデオ (1月19日、エイチエス映像)
- 先生がエロすぎて僕…もうガマンできない (1月25日、APA)オムニバス作品
- MOODYZファン感謝祭 バコバス夏の陣2005 (3月1日、MOODYZ)
- 奥さまはレンタル中2 〜時間制限あり〜 (3月12日、クリスタル映像)オムニバス作品
- 人妻アタック!春のママさんバレー (3月15日、マドンナ)
- エロガンス (3月15日、桃太郎映像出版)オムニバス作品
- 女教師暴行レイプ (3月18日、D3(ディースリー))オムニバス作品
- 誘惑ミセス67 (3月25日、U&K)
- プレミアレッグ 1 (4月1日、U&K)
- 花魁(おいらん) (4月15日、マドンナ)
- 好色妻　私Mなんです・・誰でもいいから犯してください (4月15日、隼エージェンシー)
- バコバスギャル16人の裏のウラ (4月15日、MOODYZ)
- レ・ズ・ビアン18 (4月21日、U&K)
- 美乳!潮吹き!OLの性体験・4 (4月22日、メディアアーツ)
- 痴母ノ誘惑 2 (4月27日、ロイヤルアート)オムニバス作品
- おもちゃの虜 3 (5月13日、U&K)
- 我慢できない人妻たち 夫とのSEXじゃ物足りないの…。 (5月18日、隼エージェンシー)オムニバス作品
- 近親相姦 家庭内淫行 (5月25日、マドンナ)
- 熟女解体新書 (5月27日、ロイヤルアート)オムニバス作品
- 人妻の性欲 (6月10日、タカラ映像)オムニバス作品
- 秘女琴 トラウマ◆三十路女の肉体暦 (6月24日、桃太郎映像出版)オムニバス作品
- マドンナ学園 2 〜母たちの派閥闘争〜 (6月25日、マドンナ)
- 欲情不倫妻 〜誘惑淫女〜 (7月6日、グローバルメディア)
- こだわりの手コキ 25人のハンドメイド (7月13日 隼エージェンシー)オムニバス作品
- 美熟女エロス 2 〜もっといっぱいイジって下さい〜 (7月29日、アルファーインターナショナル)
- チンポを見たがる女たち 18 美人妻編 (8月1日、MOODYZ)
- 立花瞳(28)［Mrs. Sexual Spider] (8月10日、ドリームチケット)
- 痴女プリズン (8月20日、ネクストイレブン)
- 街角でスカートの脇の切れ目に手を入れて指マンするのが最高 (8月25日、ホットエンターテイメント)オムニバス作品
- 狙われた人妻 調教レズレイプ1 〜女が女を犯す時。〜 (8月26日、U&K)
- 秘女琴 女郎花◆捉われた女達の慰み (9月22日、コンマビジョン)
- 官能小説ドラマ 初夜 (9月25日、ホットエンターテイメント)
- アスリートコスプレ最高球 (9月20日、ホットエンターテイメント)オムニバス作品
- 美熟女ソープ壺姫御殿SP 2 (9月25日、マドンナ)
- 極選マダムズ 4時間 (9月30日、ケイ・エム・プロデュース)オムニバス作品
- 人妻百花繚乱 4 (10月12日、プレステージ)
- ゴージャス姉妹 (10月20日、イマージュ)
- タクシー運転手に聞いたワイセツ情事 2 (10月25日、ホットエンターテイメント)オムニバス作品
- 義母ノ自慰お母さんだって寂しい夜は… (10月28日、ロイアルアート)オムニバス作品
- 超身痴女 (11月1日、ワンズファクトリー)
- 和媚 WABI (11月3日、桃太郎映像出版)
- 義母と義姉 (11月5日、ワープエンタテインメント)
- 美脚×ローライズ短パン×露出デート (11月13日、マルクス兄弟)
- 秘女琴 メス教女(せんせい) (11月17日、コンマビジョン)
- 妻と妾 (11月20日、ホットエンターテイメント)
- 家庭教師でガマンできない4時間Special 2 (11月25日、サイド・ビー)オムニバス作品
- ミセスバーチャオナ79 (12月16日、アルファーインターナショナル)
- セレブ 立花瞳 (12月24日、チャンネルV)
- オープンカフェでスカートの脇の切れ目に手を入れて指マンするのが最高 (12月25日、ホットエンターテイメント)オムニバス作品

2006年
- 萌え露出 (1月4日、ナチュラルハイ)
- 人妻絶対服従イラマチオ 立花瞳 (1月10日、ドリームステージ)
- 温泉女将 雪乃 (1月13日、グローバルメディア)
- 騎痴女 (1月13日、アルファ・インターナショナル)オムニバス作品
- 艶熟 中出し28 (1月18日、グローリークエスト)
- HITOMIX My Private Teacher 立花瞳 (1月19日、桃太郎映像出版)
- HITOMIX CELEB 立花瞳 (1月19日、桃太郎映像出版)
- HITOMIX Elle JAPON 立花瞳 (1月19日、桃太郎映像出版)
- 美人妻の性態 4 (1月25日)
- 秘女琴 淫花曼荼羅 花弁の雫 (1月26日、コンマビジョン)
- 非日常的悶絶遊戯 49 美脚社長秘書、瞳の場合 (2月10日、AVS)
- 昼下がりのいけない人妻たち 9人の淫乱妻 2 (2月10日、隼エージェンシー)オムニバス作品
- 熟雌女 anthology #007 (2月17日、アウダースジャパン)
- 団地妻 背徳の疼き (2月17日、グラフィティジャパン)
- 満たされない人妻4時間 (2月17日、おかず。(ケイ・エム・プロデュース))オムニバス作品
- 近親相姦 立花瞳 (2月27日、チャンネルV)
- 近親相姦17 〜愛誤の巨乳母〜 (3月3日、グローリークエスト)
- 淫モラル・ラブ ［上巻］ (3月10日、U&K)
- 若女将中出し (3月15日、ドリームステージ)
- 隣の奥さん中出し20連発 (3月16日、アイエナジー)
- 淫モラル・ラブ ［下巻］ (4月7日、U&K)
- 人の妻〜ひとのつま 極上美形ワイフ (4月14日、デジタルバンク)オムニバス作品
- 燃えろ野外露出歩道橋でのイタズラが最高 (4月25日、ホットエンターテイメント)オムニバス作品
- S級セレブ男殺し (5月19日、Millionマダムズ)
- 純愛 (5月25日、ホットエンターテイメント)オムニバス作品
- 熟女単体最高峰 立花瞳 (6月30日、タイガーマイスターズ)
- スーパー野外露出 電話BOXで電動マッサージ器攻撃 2 (7月21日、タイガーマイスターズ)オムニバス作品
- 裏いじり3時間 (7月25日、サイド・ビー制作室)オムニバス作品 ※総集編?
- 覗かれ犯され中出しされるエリートOL (7月28日、タイガーマイスターズ)
- 妻とはできない「あんなこと」 こんなコトではいけないスペシャル (8月25日、マックス・エー)オムニバス作品
- 立花瞳大全集 (9月22日、メディアアーツ)
- 官能小説DVD3時間マックス (9月22日、ビッグモーカル)オムニバス作品
- S級セレブ男嬲り4時間 (10月27日、Nadeshiko(なでしこ))

2007年
- ロマンのポルノ色情4時間MAX (1月26日、ビッグモーカル)

2010年
- レズ無双 2 (2010年11月13日、U&K)※総集編

他多数出演

### オリジナルビデオ
- 女教師痴漢調教 愛より速く　（2005年1月1日、ENGEL）
- 立花瞳／美人課長の憂い　（2005年6月17日、日本メディアサプライ）
- 人妻痴漢（秘）劇場　〜昼下がりの悪戯〜　（2005年7月22日、竹書房）
- 義母・義妹　（2006年3月17日、日本メディアサプライ）

## 書籍

### 写真集
- 華と果実（2005年12月26日、ぶんか社、撮影：松田耕造）ISBN 978-4821126743
- 立花瞳DVD(マイウェイムック)（2006年12月、マイウェイ出版）ISBN 978-4861352874